# Robert Beckel

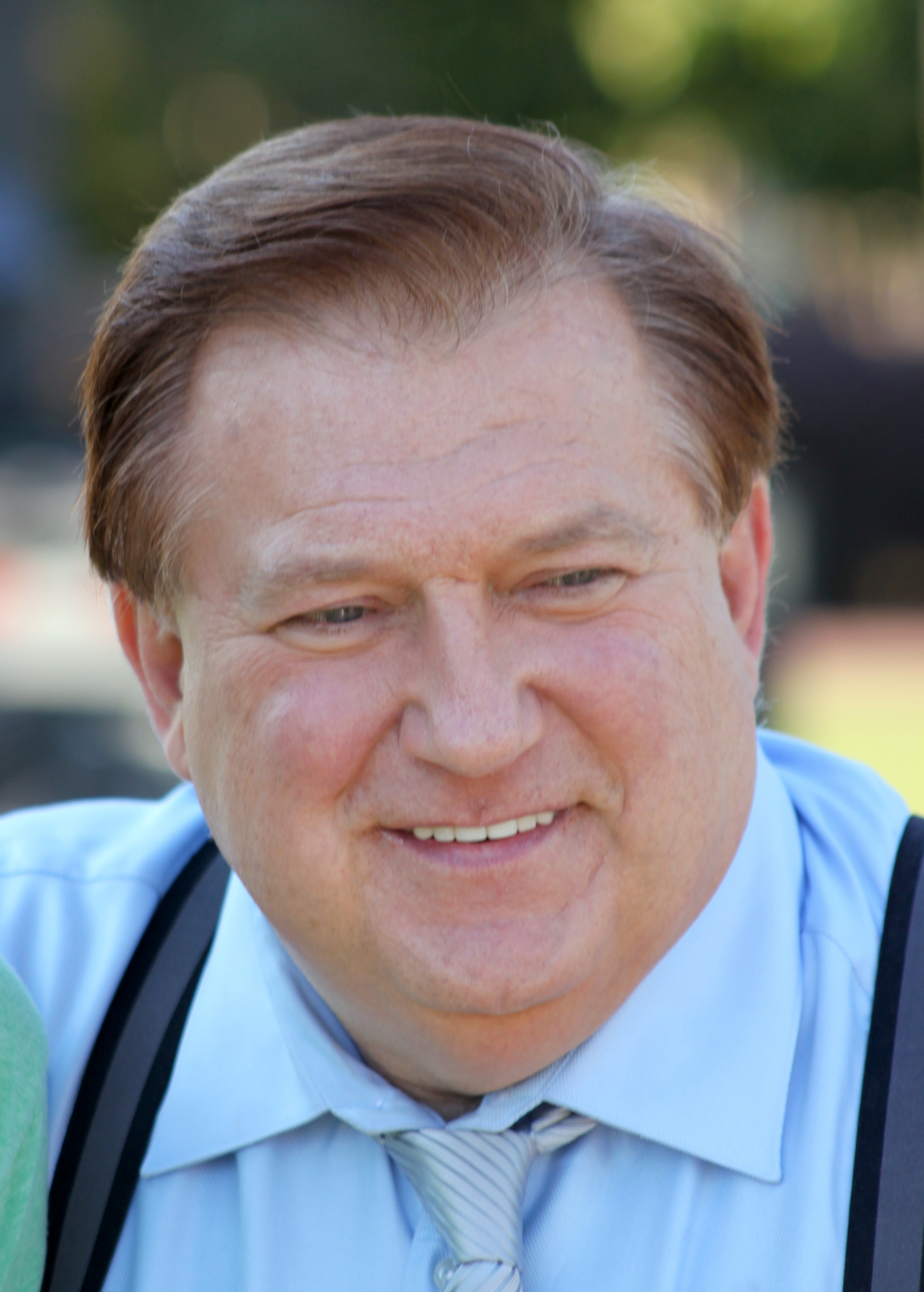
Bob Beckel (2011)

Robert G. „Bob“ Beckel (* 15. November 1948 in New York City; † 20. Februar 2022 in Silver Spring, Maryland) war ein US-amerikanischer politischer Kommentator, Funktionär und Fernsehmoderator. Er wurde vor allem bekannt als Wahlkampfmanager des demokratischen Kandidaten Walter Mondale bei der Präsidentschaftswahl 1984.

## Leben und Tätigkeit
Nach dem Schulbesuch wurde Beckel am Wagner College ausgebildet, das er 1970 mit einem Bachelor-Abschluss verließ. Anschließend gehörte er von 1971 bis 1972 dem Friedenscorps an, für das er auf den Philippinen arbeitete. Von 1972 bis 1975 arbeitete er als politischer Berater (political consultant). Anschließend war er von 1975 bis 1977 Direktor des Büros des National Committee for an Effective Congress in Washington, D.C.
In der Regierung von Jimmy Carter war Beckel von 1977 bis 1978 Deputy Assistant Secretary for Congressional Relations im State Department und dann von 1978 bis 1980 Special Assistant to the President for Congressional Liaison for the House, d. h. Sachbearbeiter des Präsidenten für die Pflege der Beziehungen des Weißen Hauses zum Repräsentantenhaus.
Nach der Niederlage der Carter-Regierung bei den Präsidentschaftswahlen von 1980 gründete Beckel die Firma Bob Beckel and Associates, die er von 1980 bis 1982 führte.
In den Jahren 1983 und 1984 war Beckel Manager des Wahlkampfteams des ehemaligen Vizepräsidenten Walter Mondale bei seiner Bewerbung um die Präsidentschaftsnominierung der Demokraten. Nachdem Mondale sich bei den parteiinternen Vorwahlen gegen seine Mitbewerber – insbesondere Gary Hart und Jesse Jackson – durchsetzen konnte und zum offiziellen Präsidentschaftskandidaten gekürt wurde, wurde Beckel Manager der letztlich erfolglosen demokratischen Präsidentschaftskampagne. Mondale verlor deutlich gegen den republikanischen Amtsinhaber Ronald Reagan.
Von 1985 bis 1989 war Beckel Partner der politischen Beratungsfirma National Strategies and Marketing Group. Ab 1990 war er Analyst und Kommentator für die von CBS ausgestrahlte Informationssendung CBS This Morning. Von 1990 bis 1992 war Beckel Moderator der Sendung Off the Record für Fox Television.
Ab 2002 arbeitete Beckel hauptberuflich für den zum Medienimperium von Rupert Murdoch gehörenden Kabelnachrichtensender Fox News als politischer Kommentator und Analyst. In den ersten Jahren seiner Tätigkeit für Fox war er regelmäßig in der politischen Analysesendung The Political Grapevine zu sehen sowie in der opinion-Show des Radiotalkers Sean Hannity als Teilnehmer sogenannter Panel-Diskussionen (kleinen Diskussionsrunden, in denen gegenläufige Ansichten nach dem Prinzip point-counterpoint gegenübergestellt werden). Ab 2011 war er hauptsächlich als einer der Stammmoderatoren der aus fünf rotierenden Teilnehmern bestehenden Diskussionssendung The Five eingesetzt. Das Konzept dieser Sendung besteht darin, dass eine aus fünf Personen bestehende Diskussionsrunde tagesaktuelle Fragen erörtert und diskutiert. Beckel war dabei im Wechsel mit Juan Williams in der Regel der einzige Exponent „linker“ Ansichten.
Von 2005 bis 2015 war Beckel als Kolumnist für USA Today tätig. 
Sein Bruder ist der Schauspieler Graham Beckel. Beckel war (bekennender) ehemaliger Alkoholiker.

## Kritik der Tätigkeit für Fox News
Während der Sender Fox und das Gros seiner Moderatoren und Kommentatoren durch eine stark konservative Tendenz im Sinne der Republikanischen Partei gekennzeichnet sind, verkörperte Beckel in den Sendungen, in denen er auftrat, in der Regel den linken bzw. liberalen Widerpart. Zahlreiche Kritiker haben dabei wiederholt bemängelt, dass von Beckel vor allem die Rolle eines bestellten Prügelknaben gespielt wurde, dem die Aufgabe zufalle, jede Diskussion mit seinen rechten Kontrahenten zu verlieren, um so die Ansichten und Argumente der Linken/Liberalen/Demokraten für die Zuschauer unüberzeugend und ineffektiv wirken zu lassen, sodass diese zugunsten der rechten/konservativen/republikanischen Ansichten und Lösungsvorschläge zu dem gerade erörterten Problem beeinflusst würden.
Dies werde etwa durch den Umstand befördert, dass Beckel in der Regel gleich mehreren rechten Diskutanten mit nahezu identischen Auffassungen gegenübergestellt werde, sodass er bei den Diskussionen zahlenmäßig in der Minderheit sei, was den linken Ansichten bei annähernd gleichem Redeanteil aller Teilnehmer weniger Gehör als den rechten Positionen verschafft, und die von ihm vertretenen Ansichten als exzentrische Außenseitermeinung erscheinen lasse.
Des Weiteren wurde auch häufig Beckels äußeres Erscheinungsbild angeführt: Während die republikanischen Positionen in den Diskussionsrunden zumeist von „hemdsärmelig“-kumpelhaft-jugendlich wirkenden Männern, wie Eric Bolling oder Sean Hannity, oder von gutaussehenden und souverän wirkenden jüngeren Frauen wie Andrea Tanteros oder Dana Perino vertreten werden, werde ihnen Beckel als ein deutlich älterer und stark übergewichtiger Mann gegenübergestellt, der auch sonst stark angeschlagen wirke und auffällig „schwitzig“ in Szene gesetzt werde.
In der Summe solle durch diese optische Rollenverteilung, nach der Lesart der Kritiker von Fox News, im Unterbewusstsein der Zuschauer eine feste assoziative Verquickung hergestellt werden: Während die republikanischen Standpunkte mit vital, souverän und attraktiv wirkenden Personen in Verbindung gebracht werden, werden die demokratischen mit „kaputt“, müde und etwas schmuddelig wirkenden Personen identifiziert. Am deutlichsten komme dieser Beeinflussungsmechanismus bei der Sendung The Five zum Tragen, in der der behäbig-erschöpft wirkende Beckel als einziger Linker gleich vier schneidig-forsch-attraktiven Rechten gegenübergestellt sei.

## Kontroverse Äußerungen
Beckel erregte nationales Aufsehen durch Äußerungen zu diversen politischen Themen
Im Dezember 2010 sagte er über Julian Assange in Eric Bollings Sendung Cashin' In (auf dem Fox Business Network): "Der Kerl ist ein Verräter, er ist verräterisch und er hat jedes Gesetz der USA gebrochen. Ich bin gegen die Todesstrafe, also gibt es nur einen Weg es zu tun: man muss den Hurensohn illegal erschießen (“This guy’s a traitor, he’s treasonous, and he has broken every law of the United States. And I’m not for the death penalty, so [...] there’s only one way to do it: illegally shoot the son of a bitch.”)
Am 16. April 2012 erschien Beckel auf Sean Hannitys Sendung Hannity mit Jennifer Stefano und Neal Boortz. Nachdem Stefano bemerkt hatte, dass das Head Start Program, das armen Kindern helfen will, nicht funktioniere, antwortete Beckel: "Du hast verfickt nochmal keine Ahnung, wovon du sprichst" (“You don’t know what the fuck you're talking about!”). Beckel entschuldigte sich für seine Wortwahl später.
Im April 2013, als Reaktion auf den Anschlag auf den Boston-Marathon, schlug er vor, keine Studenten aus islamischen Ländern mehr ins Land zu lassen. Später entschuldigte er sich dafür.
Im August 2012 äußerte er sich despektierlich über Juden in Israel, die für Mitt Romneys Wahlkampf Gelder gesammelt hatten. Sie seien ein namenloser Haufen von Diamantenhändlern ”
Im November 2012 äußerte sich Beckel live auf Fox News zum Thema Nudisten: "Wahrscheinlich wurden die als Kinder von einer Gang gebumst (Gang-Bang), ich weiß es nicht!" (“probably gang-banged, I don’t know!”)
Im Februar 2013 behauptete Beckel, dass es in Wahrheit keine Vergewaltigungen auf Universitätsgeländen gebe.